# 傑佛遜·戴維斯縣 (密西西比州)
傑佛遜·戴維斯縣（英語：Jefferson Davis County）是美國密西西比州中南部的一個縣。面積1,060平方公里。根据美国2000年人口普查，共有人口13,962人。縣治普蘭提斯 (Prentiss)。
成立於1906年5月17日。縣名紀念美利堅邦聯總統傑佛遜·戴維斯。